# Cienica (struga)
Cienica – struga, lewostronny dopływ Obrzycy o długości 14,94 km i powierzchni zlewni 65,58 km².
Struga płynie na Pojezierzu Leszczyńskim, uchodzi do Jeziora Sławskiego.